# Мальчиці (гміна)
Гміна Мальчице (пол. Gmina Malczyce) — сільська гміна у південно-західній Польщі. Належить до Шредського повіту Нижньосілезького воєводства.
Станом на 31 грудня 2011 у гміні проживало 6101 особа.

## Площа
Згідно з даними за 2007 рік площа гміни становила 52.55 км², у тому числі:
- орні землі: 74.00%
- ліси: 10.00%

Таким чином, площа гміни становить 7.47% площі повіту.

## Населення
Станом на 31 грудня 2011:
| Опис     | Загалом | Загалом | Чоловіки | Чоловіки | Жінки | Жінки |
| -------- | ------- | ------- | -------- | -------- | ----- | ----- |
| одиниця  | осіб    | %       | осіб     | %        | осіб  | %     |
| все      | 6101    | 100     | 3008     | 49.30    | 3093  | 50.70 |
| міське   | 0       | 100     | 0        |          | 0     |       |
| сільське | 6101    | 100     | 3008     | 49.30    | 3093  | 50.70 |

## Сусідні гміни
Гміна Мальчице межує з такими гмінами: Проховіце, Руя, Шрода-Шльонська, Вондроже-Вельке, Волув.